# Bourbévelle
Bourbévelle é uma comuna francesa na região administrativa de Borgonha-Franco-Condado, no departamento de Alto Sona. Estende-se por uma área de 5,37 km². Em 2010 a comuna tinha 75 habitantes (densidade: 14 hab./km²).